# Ria Borgmeijer
Hendrika Elisabeth (Ria) Borgmeijer (Den Haag, 25 juni 1921 – aldaar, 26 september 2015) was een Nederlands pianist en (koor)dirigent.

## Familie
Ze was dochter van Hendrika Antonia Kok (overleden 1937) en Jacobus Borgmeijer (overleden 1933), die laatste monteur bij en directeur van Electrotechnisch Bureau Borgmeijer & Kok en zelf zanger in Haagse koren onder leiding van Jos Vranken jr.. Ze was al snel wees en werd opgevoed door een tante. Zelf bleef ze ongehuwd. Haar jongere zus Elisabeth Johanna (Bep) Borgmeijer (1924-leefde in 2016 nog), van huis uit lerares gymnastiek, speelde eveneens piano, voornamelijk bij Inter Amicos. 

## Muziek
Alhoewel bekend in de muziekwereld in het Westland, was ze na een opleiding aan het gymnasium…. Toen ze daar in 1939 afgestudeerd was, leek een logische volgende stap een universiteit, maar dat kwam er niet meer van. Ze werd achtereenvolgens lerares Duits aan het Christelijk Lyceum Delft, Nederlandsch Lyceum in Den Haag en het Rotterdams Conservatorium.
Ze kreeg haar muziekopleiding van Jos Vranken, die een musicus in haar zag. Haar naam als musicienne dook voor het eerst op in 1941, wanneer ze van achter de piano drie liederen op een concertavond van Mannenkoor Orpheus, dat onder leiding stond van haar leraar. Hetzelfde jaar begeleidde ze kinderkoren op een avond ter nagedachtenis aan Catharina van Rennes. Ook speelde zij dat jaar nog samen met cellist Charles van Isterdael. Ze bleef echter lang onder de paraplu van Vranken musiceren; hij leidde in die dagen zowel het Die Haghe Sanghers en Koninklijke Zangvereeniging Rotte's Mannenkoor. Ze bleef actief in de jaren veertig en in de jaren vijftig leidde ze als dirigent “haar eigen” vrouwenkoor Inter Amicos; ze had de kunst van directie van Vranken afgekeken. Borgmeijer werd door Vranken geëerd met diens Ode aan Ria Borgmeijer, die in de Rotterdamse zaal De Doelen werd uitgevoerd vanwege haar 25-jarig jubileum. Er werkten vijf koren aan mee. Henk Badings componeerde voor dit concert het Ave Maria Stella voor vrouwenkoor en orkest. Bij het concert werd ze gehuldigd door burgemeesters Wim Thomassen (Rotterdam), Dirk van Heijst (Naaldwijk), Harm Roelfsema (Schiedam), Archibald Theodoor Bogaardt (Rijswijk) alsmede E.J.G. Toxopeus van Shell.
In 1968 was ze, nog steeds met Jos Vranken, betrokken bij de wereldpremière van Genesis van diezelfde Badings, hetgeen op de televisie te volgen was. In 1980 was er opnieuw een jubileum; deze keer weer in De Doelen met onder andere de Marinierskapel der Koninklijke Marine onder leiding van Jaap Koops.
Ze bleef tot in de jaren negentig actief en vierde in 1990 haar vijftigjarige jubileum als koordirigent. In haar actieve jaren stond ze voor de Naaldwijkse Koorvereniging, het Shell Vrouwen- en Mannenkoor, Rijswijkse Vrouwenkoor, het Schiedamse Vrouwenkoor en gemengd koor Kunst na Arbeid. Haar laatste concert zou geweest zijn in 1995, alwaar ze leiding gaf aan Due Madrigale van Hendrik Andriessen.

## Eerbetonen
Andries de Braal droeg zijn Omtrent de liefde uit 1974 aan haar en haar Rijswijkse koor op. Ook levensvriendin Johanna Bordewijk-Roepman (Borgmeijer gaf thuisconcerten bij familie Bordewijk) schreef een werk, maar dan voor Inter Amicos. In 1981 werd ze benoemd tot ridder in de Orde van Oranje-Nassau voor zowel muziek als onderwijs (musicus/koordirigente en lerares Duits en Letterkunde).  De laatste jaren verbleef ze in Wooncentrum Bezuidenhout.